# Sabine Becker
Sabine Becker (Chemnitz, 13 agosto 1959) è un'ex pattinatrice di velocità su ghiaccio tedesca.

## Palmarès

### Olimpiadi
- 2 medaglie (con la Germania Est):
  - 1 argento (Lake Placid 1980 nei 3000 metri)
  - 1 bronzo (Lake Placid 1980 nei 1500 metri)